# Popolo Mentawai

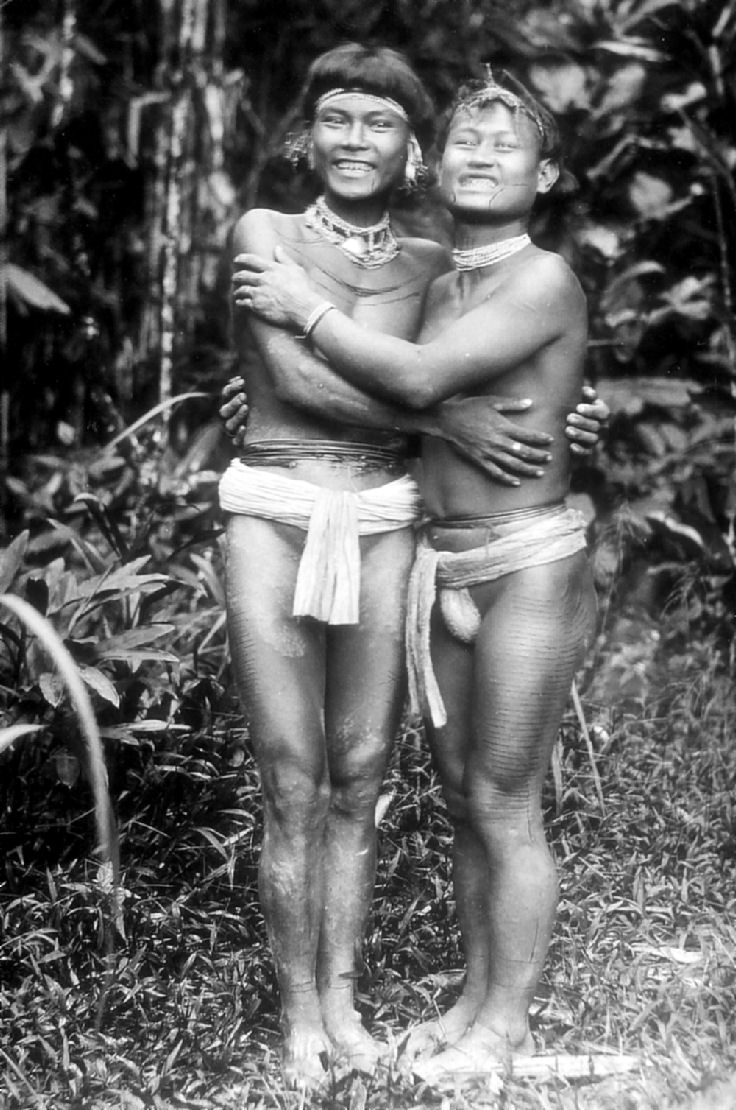
Mentawai in una foto del 1895

 I Mentawai sono le tribù autoctone dell'isola di Siberut, tra le isole Mentawai, in Indonesia, le loro tracce sono presenti sull'isola sin dal 1500 a.C.
A causa dell'avanzare della civiltà moderna, sono stati costretti a spostarsi nel cuore della foresta pluviale. La modernizzazione ha inoltre strappato molti membri della tribù allo stile di vita indigeno, in favore di quello moderno.

## Cultura
I Mentawai vivono nell'abitazione tradizionale chiamata Uma, che è una casa lunga ed è realizzata intrecciando strisce di bambù per formare le pareti e ricoprendo i tetti con l'erba; il pavimento è sollevato su palafitte ed è fatto di assi di legno. Ogni Uma è decorato con i teschi dei vari animali cacciati. Un Uma può ospitare da tre a quattro famiglie. Una Lalep è una casa più piccola che contiene una sola famiglia, mentre una Rusuk è una casa per vedove e scapoli.
L'abbigliamento principale per gli uomini è un perizoma fatto con la corteccia di un albero di gomma. I Mentawai si adornano con collane e fiori nei capelli e nelle orecchie. Le donne indossano un panno avvolto intorno alla vita e piccoli gilet senza maniche fatti di foglie di palma o di banano. I Mentawai si affilano i denti con uno scalpello per motivi estetici.
È molto comune vedere i Mentawai ricoperti di tatuaggi dalla testa ai piedi, poiché seguono vari rituali tribali tradizionali e i loro tatuaggi identificano il loro ruolo e status sociale. La tradizione del tatuaggio, chiamata Titi, viene eseguita con tintura di canna e carbone di cocco, un chiodo, un ago e due pezzi di legno modellati in un bastone simile a un martello da uno sciamano chiamato Sikerei. Lo sciamano prega per il carbone prima di usarlo per fare il tatuaggio. Il tatuaggio sull'isola è un'identità e un riflesso personale o comunitario del rapporto della gente con la natura, chiamato Arat Sabulungan, anche se ci sono differenze motivazionali e di disegno da regione a regione e tra i clan. I Mentawai credono che questi tatuaggi permettano loro di portare le loro ricchezze materiali nell'aldilà e consentano ai loro antenati di riconoscerli nell'aldilà. Inoltre, i tatuaggi Mentawai sono considerati tra i più antichi al mondo e simboleggiano l'equilibrio tra i forestali e la natura.

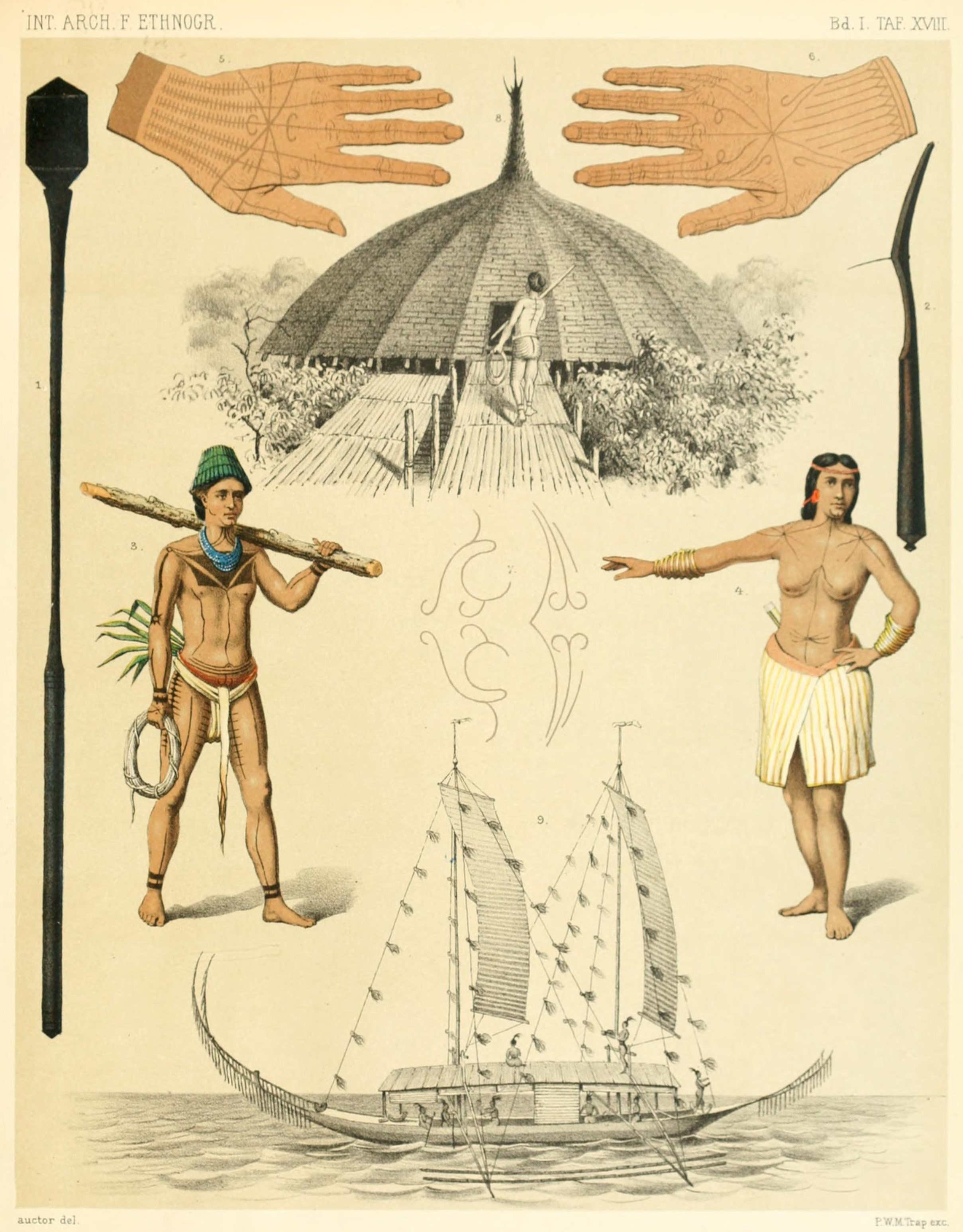
Tatuaggio dell'isolano Mentawai, grande casa di Pora e barca da guerra knabat bogolu.

I Mentawai, noti anche come "Popolo dei fiori", non raccolgono mai una pianta o tolgono la vita a un animale senza prima chiedere il perdono del loro spirito, perché credono che ogni parte dell'ambiente abbia uno spirito. Questa credenza è essenziale per la loro religione tradizionale dell'Arat Sabulungan. Questo complesso sistema di credenze culturali rende omaggio agli spiriti degli antenati, al cielo, alla terra, all'oceano, ai fiumi e a tutto ciò che è naturale al loro interno. Inoltre, fornisce alla popolazione locale le competenze, le conoscenze e i valori necessari per mantenere uno stile di vita autosufficiente e sostenibile. In qualità di insegnanti, guaritori e custodi di questa conoscenza indigena, gli sciamani locali, noti come Sikerei, adempiono alla loro responsabilità nei confronti dell'intera comunità educandola alle complessità dell'Arat Sabulungan. Instillano nella loro gente una comprensione completa di tutto ciò da cui dipende la vita. I Sikerei sono la spina dorsale della cultura Mentawai e della sua sostenibilità. Attualmente, soprattutto a causa della graduale introduzione e dell'influenza di cambiamenti culturali, comportamentali e ideologici stranieri, il numero di Sikerei che ancora praticano lo stile di vita Arat Sabulungan e il loro ruolo si è ridotto a pochi piccoli clan situati nel sud dell'isola di Siberut.
Il coltello tradizionale dei Mentawai si chiama Palitai, la tradizionale barca da guerra si chiama Knabat bogolu mentre lo scudo tradizionale si chiama Kurabit.
Gli uomini cacciano facoceri, polli, cervi e primati. Di solito i cani vengono utilizzati per individuare gli animali durante la caccia, poi la preda viene colpita con un arco e una freccia velenosa. Il veleno proviene da una foglia locale che viene schiacciata e mescolata con acqua. Le donne e i bambini raccolgono patate dolci selvatiche e altri cibi e frutti selvatici. Il cibo principale che mangiano è il sago, un tipo di farina ricavata dal midollo della palma macinato, che di solito viene cotto alla griglia. Le donne cacciano piccoli animali. I Mentawai tengono come animali domestici maiali, cani, scimmie e talvolta polli.
Durante l'era pre-indipendenza, l'influenza culturale dei coloni stranieri e di altri isolani aveva sistematicamente soppiantato o cancellato le usanze e le religioni indigene. In epoca post-coloniale, il governo indonesiano ha continuato questa politica con un decreto del 1954 che proibiva le religioni animiste, abolendo di fatto i tatuaggi e altre usanze. Negli anni Cinquanta, il governo ha iniziato a introdurre programmi di sviluppo volti a integrare i Mentawai nella società tradizionale. Sebbene questa politica abbia cercato di incoraggiare l'unificazione sociale, in pratica ha portato alla soppressione dell'Arat Sabulungan dei Mentawai. In casi estremi, la politica statale ha portato all'incendio e alla distruzione dell'armamentario culturale usato per scopi rituali e cerimoniali. Inoltre, gli sciamani Mentawai, i Sikerei, sono stati imprigionati con la forza o spogliati e allontanati dalla foresta.
A causa della modernizzazione, i Mentawai hanno sperimentato alcuni cambiamenti significativi nella loro vita quotidiana e nella loro cultura. Con l'introduzione del Pancasila e della trasmigrazione, la maggior parte dei Mentawai ha perso sempre più il legame con le proprie abitudini ancestrali. Tradizionalmente, i Mentawai vivono in unità familiari incentrate su una longhouse o uma, disperse nella giungla. Gli insediamenti governativi ora concentrano più famiglie in un'unica area. Il bestiame, compresi i maiali, che sono la linfa vitale e l'economia della società Mentawai, sono banditi da queste stesse riserve a causa della politica sociale introdotta. Inoltre, il numero di Mentawai che ancora praticano attivamente i costumi culturali si è ridotto a solo l'1% della popolazione, isolata a sud di Siberut. Con il Pancasila, i cinque principi della filosofia di Stato indonesiana formulati dal leader nazionalista Sukarno, il governo indonesiano iniziò anche ad applicare le nuove politiche religiose a livello nazionale, emanando un decreto che dichiarava che tutti gli indonesiani dovevano appartenere a una delle cinque religioni riconosciute (Islam, Protestantesimo, Cattolicesimo, Induismo e Buddismo). Per le isole Mentawai, ciò ha comportato un immediato afflusso di missionari e un aumento della violenza e della pressione sulla popolazione affinché adottasse il cambiamento. I Mentawai stanno affrontando una sfida anche nell'apprendimento quotidiano. Nelle scuole sponsorizzate dal governo, i bambini Mentawai sono incoraggiati a parlare indonesiano.
Un problema ambientale importante per i Mentawai è la deforestazione, poiché le loro foreste pluviali contengono legname pregiato. Nel 2015, 20.000 ettari di foresta sono stati destinati a piantagione di palma da olio a Siberut. Le ONG locali hanno esercitato pressioni sulle autorità indonesiane affinché annullassero il permesso, che includeva terre tradizionali Mentawai. Tuttavia, anche dopo questo successo, la possibilità di disboscamento rimane una minaccia costante sulle isole. Oltre l'80% delle isole Mentawai è di proprietà dello Stato e da esso gestito, il che rende difficile per i Mentawai gestire le proprie terre e risorse naturali.
Senza la voce collettiva della comunità Mentawai, i loro diritti e la protezione delle risorse naturali di Siberut saranno interamente soggetti al controllo dello Stato. Per questo motivo, a partire dal 2009 i membri della comunità Mentawai hanno riconosciuto la necessità di preservare le proprie tradizioni come mezzo per migliorare la propria salute, il benessere e la qualità della vita. Di conseguenza, hanno iniziato a cercare un cambiamento, dopo aver sondato la comunità in generale e aver constatato che la stragrande maggioranza voleva proteggere e perpetuare la propria cultura. Una strategia proposta comprende programmi educativi indigeni guidati dalla comunità. Questi programmi sono stati concepiti per offrire agli indigeni Mentawai l'opportunità di riconnettersi e di apprendere gli aspetti più importanti e rilevanti del loro patrimonio culturale e ambientale. I programmi, ancora in fase di sviluppo e implementazione, si svolgeranno in concomitanza con l'istruzione tradizionale e saranno tenuti dai Mentawai per l'organizzazione dei Mentawai. Un altro programma promettente, chiamato "Programma di educazione culturale ed ecologica", offre ai Mentawai l'opportunità di apprendere gli aspetti dell'educazione e dello stile di vita indigeni che ritengono più importanti per la loro prosperità attuale e futura. La comunità è molto ottimista sul successo di questi programmi, ma sono necessari ingenti investimenti finanziari per garantirne il successo negli anni a venire.
Grazie alla globalizzazione, nella terra della tribù sono stati introdotti diversi negozi e tecnologie, e vengono anche organizzate visite guidate per coloro che vogliono sperimentare la vita quotidiana della tribù e interagire con i suoi abitanti.